# يالمار أندرسين
يالمار أندرسين (Hjalmar Andersen) هو لاعب أولمبي لرياضة تزلج سريع من النرويج. شارك في الأولمبياد الشتوي في 1952، وفاز بما مجموعه 3 ميداليات.
توفي في 27 مارس 2013.

## الميداليات
| ذهب | فضة | برونز | المجموع |
| 3   | 0   | 0     | 3       |

## روابط خارجية
- يالمار أندرسين على موقع IMDb (الإنجليزية)
- يالمار أندرسين على موقع الموسوعة البريطانية (الإنجليزية)
- يالمار أندرسين على موقع SpeedSkatingBase.eu (الإنجليزية)
- يالمار أندرسين على موقع SpeedSkatingNews.info (الإنجليزية)
- يالمار أندرسين على موقع SpeedSkatingStats.com (الإنجليزية)
- يالمار أندرسين على موقع اللجنة الأولمبية الدولية (الإنجليزية)
- يالمار أندرسين على موقع أوليمبيديا (الإنجليزية)
- يالمار أندرسين على موقع اللجنة الأولمبية الصينية (الإنجليزية)